# Claudio Onesti
Clod
Ne doit pas être confondu avec le dessinateur français Clod.
Pour les articles homonymes, voir Onesti (homonymie) et Clod (homonymie).
Claudio Onesti, dit Clod, est un dessinateur italien de bande dessinée, né le 18 septembre 1949 à Modène.

## Biographie
Claudio Onesti naît à Modène en Italie le 18 septembre 1949,. Il suit des études artistiques et obtient son diplôme en 1968.
Il débute dans la bande dessinée en assistant le dessinateur Bonvi à partir de 1970. Il prend en charge le dessin de la série Capitan Posapiano e Ciurma dans Cucciolo, sur des scénarios d'Enzo Meschieri.
Sa première production personnelle est le strip Gli Olimpiastri en 1972 dans le magazine Sorry. Cette série paraît aussi dans Stadio et dans Il Lavoro. Il illustre en 1975 Le Cronache del vecchio eligio, dans Guerin Sportivo.
Il collabore aussi en dehors de l'Italie : en Allemagne en dessinant Gangster Story en 1976 ou en 1980 pour Zack, et en France en participant au dessin des aventures de Tom et Jerry. Il travaille à partir de 1979 pour Pif Gadget, il prend la suite du dessin de la série titre, les aventures du chien Pif, généralement sur des textes de François Corteggiani,.
Clod crée en 1981 la série Nicoletta, qui a du succès, pour Il Giornalino, avec des scénarios de Lina ou de Claudio Nizzi.
À partir de 1983, Clod intensifie sa production pour le groupe des Éditions Vaillant, l'éditeur de Pif Gadget, en réalisant des illustrations pour divers magazines de ce groupe. Il retrouve Bonvi pour travailler de nouveau avec lui à partir de 1992, sur Sturmtruppen cette fois ; il reprend cette série en 1995 après la mort de son créateur.